# 天主教海门教区
天主教海门教区（拉丁語：Dioecesis Haemenensis）是天主教在中国江苏省东南部设立的一个教区。也是中国第一批由本国国籍主教负责的教区之一。

## 历史
天主教海门教区是位于华东长江入海口北岸的正式教区。明朝崇祯十年（1637年），天主教传入南通地区。意大利籍传教士潘国光司铎（徐光启墓志铭的作者）先到崇明传教。时年新河镇医生徐启元接受福音，由潘国光神父傅洗入教，成为日后天主教海门教区辖区内第一位基督徒。这是天主教海门教区正式开教日。开教时期，这里隶属澳门主教，后转属北京主教。崇祯十二年（1639年），徐启元邀请潘国光神父在崇明县新河镇徐家宅创立会口，徐启元全家及亲友40多人领洗入教。清朝顺治十六年（1659年），经徐启元及其亲友努力，崇明县已建立九座圣堂，拥有三千多教友。顺治十七年（1660年），罗马教廷设南京宗座代牧区，南通地区改属南京代牧区管辖。
康熙十年（1671年），法国籍传教士刘迪我到崇明县常驻，在崇明县城内购屋一所，改成住院（教会活动场所），又在新河镇西苏家宅创建诸圣堂，公开传教。康熙十六年（1677年），比利时籍耶稣会士柏应理在崇明港沿镇西将周边的徐家会、许家会、沈家会、袁家会共4个会口合建成大公所，从而创立了境内的中心堂口。康熙五十一年（1712年），南京代牧区派法国籍神甫彭加德常驻崇明，彭加德成为首位常驻南通地区天主教外国传教士。雍正元年（1723年），因礼仪之争，清廷正式实行禁教政策，在华传教的外国传教士先后被驱逐离开中国。雍正三年（1725年），彭加德神父离开。此后近百年间，南通地区无专职传教士驻地传教，只是间或有外籍神父前来。
乾隆三十三年（1768年），安徽耶稣会神父姚若望从崇明渡江来到海门、崇明外沙（启东）境内传教，此后外国传教士陆续进入该地区。翌年兴建教堂。乾隆四十八年（1783年），天主教南京教区严茂德主教来崇明、海门等地巡视教务。嘉庆八年（1803年），严伯多司铎奉南京教区毕主教之命，在海门长圈镇（老青龙港）东北立名堂开办小修院，共收修生七名。嘉庆九年（1804年），严伯多神父在海门上沙通海镇（天补）袁家宅创建袁公所。
嘉庆二十年（1815年），天主教传入南通，法国籍神父在东门创建天主教堂，奉圣方济各为教堂主保，这是南通第一幢欧式建筑。道光十年（1830年），姚石汗神父在大洪镇南四里创建了圣母堂。道光二十年（1840年）第一次鸦片战争爆发，海禁松弛，中国籍神父杨安德、郑保禄、陆建石及法国籍神父葛必达、魏道味先后来本地区建教堂。天主教随之传入如皋、掘港、泰兴、靖江等地，奠定了日后海门教区的地域框架。
咸丰六年（1856年），南京教区改为江南宗座代牧区（江南教区），江南教区划分为七个总铎区，崇明和海门组成了江南教区海门总铎区。光绪七年（1881年），海门、崇明分家，分别独立成海门总铎区、崇明总铎区。光绪二十六年（1900年），南通州被划出海门总铎区，成立南通总铎区，统领南通州、如皋（含今如东、海安）、泰兴（含今泰州）、靖江四县教务。民国11年（1922年）5月1日，江苏宗座代牧区（江南教区）又更名为南京宗座代牧区（南京教区），海门、崇明、南通总铎区仍隶属之。
民国15年（1926年）8月2日，在刚恒毅总主教提出的关于教会本地化的建议下，教廷任命通海总铎（南通总铎兼代海门总铎）朱开敏神父为中国第一批国籍主教之一。8月11日，罗马教廷宣布自南京宗座代牧区划分“扬州以东，长江以北的圣教会”设立国籍海门宗座代牧区，管辖崇明（含今启东）、海门、南通、如皋（含今如东、海安）、泰兴（含今泰州）、靖江六县教务，海门宗座代牧区正式成立。教廷为表对中国主教的重视，特谕朱开敏等国籍主教到罗马祝圣。10月28日圣西满瞻礼日，朱开敏主教在罗马由教宗庇护十一世于圣伯多禄大殿亲自祝圣。民国16年（1927年）3月19日大圣若瑟瞻礼，朱开敏主教在海门茅家镇总堂公所行就职典礼。民国17年（1928年），朱开明主教筹资在海门茅家镇耶稣圣心主教座堂西侧奠基兴建主教公署，1929年6月落成。1929年8月，主心修院在主教公署东首成立。1928年10月，奉江苏省令，分置崇明外沙（江北半岛部分）。划崇海界河以南、扬子江北水道江心以北、西界悦河港-普济镇至崇海界河、东到黄海，设立启东县。教务随之单独成立启东总铎区。自此，海门教区形成了由崇明总铎区、海门总铎区、启东总铎区、南通总铎区这四个总铎区组成的格局。
1946年4月11日，罗马教廷建立中国圣统制，海门宗座代牧区改设天主教海门教区。海门宗座代牧区朱开敏主教被任命为海门教区正权主教。4月底，在天主教南京总教区总主教于斌的监督下，朱开敏主教在崇明大公所举行就职典礼，正式就任海门教区正权主教。民国38年（1949年），朱开敏主教到上海，寓居天主教上海教区主教公署洋泾浜天主堂，上海教区为朱开敏主教开辟了海门教区主教办公室。截至1949年，海门教区共有156座教堂（其中崇明总铎区56座、海门总铎区26座、启东总铎区33座、南通总铎区25座，被拆除、破坏、坍塌、占用的16座），本国籍神父45人，在读修士32人，婴德会修女57人（其中永愿修女37人）。
中华人民共和国成立后，1953年7月，海门教区的上智孤儿院、育婴堂、广仁养老院及中学、小学、德托工场、施诊所等机构由政府接管。1954年7月，崇明总铎区总主任司铎郁成才神父因为粮食问题而被错误关入监狱。1955年秋后，在政府主导之下，海门教区内部掀起政治运动。副主教顾云白神父等多位神职人员被捕。1955年冬，朱开敏主教自上海返回海门主教公署定居。1956年9月，郁成才神父回到教区，任主心修院教师。同年朱主教回到上海，寓居洋泾浜天主堂。在副主教钱惠民神父陪同下，朱开敏主教自上海到南京会见了江苏省省长。1957年整风反右运动中，施家琦等神父先后被戴上右派分子帽子。1957年秋，副主教钱惠民神父、沈哲明教友到北京参加中国天主教友爱国会第一届代表会议。1958年3月起，在“献堂献庙”运动中，南通地区的156座教堂在几年内全部献出。1958年4月20日，朱开敏主教被划为“右派分子”。海门教区的神职人员推选崇明总铎区总铎郁成才神父任海门教区主教继承人，朱开敏主教将推选主教继承人的结果呈报罗马教廷。海门教区的主心修院被迫关闭。1958年12月1日，行政区划中，上海从江苏省辖市升格为直辖市，崇明县从南通划入上海，但崇明总铎区的教务仍归海门教区管辖。1959年1月15日，朱开敏主教被戴上右派帽子。1959年11月15日，江苏省南京教区、海门教区、徐州教区、苏州教区新主教在南京教区石鼓路主教座堂祝圣（自选自圣），海门教区郁成才神父祝圣为海门教区新主教。但教廷不承认该祝圣，仍然认定朱开敏主教为海门教区正权主教。1960年朱开敏主教在软禁中病逝。1960年夏，海门教区主教公署迁至南通总铎区总铎座堂的东门教堂，南通东门堂从此成为海门教区主教座堂。原海门主教座堂改作海门总铎区总铎座堂。同年，崇明总铎区改由上海教区管辖。1966年文化大革命爆发后，海门教区156座教堂被拆除，神父、修女及部分教友受冲击，天主教宗教活动停止。南通东门若瑟主教座堂及主教公署大楼被南通市光学仪器厂占用。1967年，朱士奎神父被以反革命罪判处死刑（改革开放后获得纠正并恢复名誉）。
1980年秋，中国天主教爱国会第三届代表会议和中国天主教第一届代表会议在北京举行，郁成才主教、副主教钱惠民神父、沈哲明教友出席。1981年1月，江苏省天主教第四届教务委员会第一次代表会议在南京举行，海门教区27名代表出席，郁成才主教当选为江苏省天主教教务委员会主任。海门教区南通总铎区泰兴（含今泰州）、靖江两本铎区被划归南京教区管理。1984年1月27日，南通市落实统战政策工作小组为丁忠刚神父平反，撤消了原中共南通市委整风领导小组1957年将其划为右派分子的决定。1984年5月15日，有关部门为朱开敏主教平反，行文宣布其“右派”身份无效。1986年11月，中国天主教爱国会第四届代表会议和中国天主教第二届代表会议在北京召开，郁成才主教、徐福佑神父、沈超教友出席会议，郁成才主教当选为中国天主教教务委员会副主席。1987年3月，文革后海门教区首批年轻修女毕业，被分配到各堂区出试。1992年9月19日，在中国天主教第五届代表会议上，郁成才主教当选为中国天主教爱国会副主席。
1985年，主教公署临时安置在南通市虹桥新村149幢。1988年夏，在南通狼山圣母堂南侧筹建主教公署大楼、修女楼各一幢，1989年9月落成。随后主教公署由虹桥新村搬至狼山露德圣母堂。
1997年5月6日，经海门教区研究，设立南通总铎区、海门总铎区、启东总铎区这三个总铎区，明确了各总铎区管辖范围及总本堂神父；设立教区秘书长，由陆新平神父担任；设立教区咨议委员会，成员包括郁成才、徐福佑、丁兆民、陆幕皋、陆新平、陈小平，郁成才任咨议长。2006年3月18日，郁成才主教逝世。
2009年3月2日，海门教区举行主教选举大会，全体神父及修生、修女、教友代表20人参与选举，教区副主教、狼山露德圣母堂主任司铎沈斌神父当选为主教候任人。2009年9月6日，历时两年兴建的位于南通青年东路200号的新主教公署建筑群竣工启用，建筑群包含主教座堂、修女大楼、主教公署、教区培训中心。2009年12月8日，狼山露德圣母主教座堂举行本堂瞻礼庆祝典礼。2010年4月21日，教区在新主教座堂内举行沈斌祝圣主教典礼。2010年10月12日，“天主教海门教区（中国-南通）”网站正式开通。
天主教海门教区是天主教在江苏省境内的4个正式教区之一（天主教海门教区、天主教徐州教区、天主教南京教区和天主教苏州教区）。2010年代，教区辖南通地区的一市及六县（市）、区。信徒3万人，其中启东约15000人，海门约10000人。

## 首牧

### 海门宗座代牧
- 朱开敏 （Simon Chu Kai-min），1926年8月2日—1946年4月11日 1868年10月23日生于中国上海，1888年加入耶稣会，1898年晋铎，1926年8月2日被任命为海门宗座代牧区首任宗座代牧，领衔勒斯维教区主教，同年10月28日晋牧，1946年4月11日被任命为海门主教。

海门教区正权主教（教廷承认）
- 朱开敏，1946年4月11日—1960年2月22日
- 袁文宰（圣名：马尔谷），1985年—2007年 1985年于上海由范忠良主教晋牧，1990年起软禁于南通狼山圣母堂内，1996年恢复自由，2007年3月去世。
- 沈斌（圣名：若瑟），2010年4月21日 —2023年7月15日1970年生，2010年4月21日被天主教沂州教区房兴耀主教祝圣为海门教区主教。

### 1956年后政府认可主教
海门教区正权主教（政府承认）
- 郁成才（圣名：瑪竇）， 1958年4月20日—2023年4月4日海门教区神职人员推选崇明总铎区总铎郁成才神父为海门教区主教继承人，1959年11月15日于北京皮漱石总主教晋牧
- 沈斌（圣名：若瑟），2010年4月21日 —2023年4月4日1970年生，2010年4月21日被天主教沂州教区房兴耀主教祝圣为海门教区主教。

## 堂区
- 南通耶稣善牧堂（主任司鐸：沈斌主教兼、副主任司鐸：張越峰）
- 狼山露德圣母堂（主任司鐸：顾洪健）
- 兵房镇圣若瑟堂（主任司鐸：陈小平）
- 海门耶稣圣心堂（主任司鐸：陸惠柏）
- 三厂露德圣母堂（主任司鐸：印泽忠）
- 臨江聖路加堂（主任司鐸：丁祖耀）
- 汇龙圣母圣衣堂（主任司鐸：倪永飞）
- 南阳圣保禄堂（主任司鐸：姚建辉）
- 希士耶稣圣心堂（主任司鐸：施洪权）
- 曹家镇小德勒撒堂（主任司鐸：袁近涛）
- 新港圣玛弟亚堂（主任司鐸：顾维新）